# VF Group–Bardiani–CSF–Faizanè
VF Group–Bardiani–CSF–Faizanè (UCI kód: VBF) je italský UCI ProTeam, který se účastní závodů v rámci UCI Continental Circuits a v případě získání divoké karty i závodů v rámci UCI World Tour. Manažerem týmu je Bruno Reverberi s asistencí od sportovních ředitelů Fabiana Fontanelliho a Roberta Reverberiho. Reverberi je manažerem týmů od jeho vzniku v roce 1982 pod jménem Termolan. Současným hlavním sponzorem je firma Bardiani Valvole, která začala sponzorovat tým v roce 2013 a nahradila tak předchozího hlavního sponzora firmu CSF Group (2008–2012), respektive Ceramica Panaria (2000–2007). 

## Soupiska týmu
K 1. lednu 2024
- Federico Biagini (ITA) (* 20. června 2003)
- Luca Colnaghi (ITA) (* 14. ledna 1999)
- Lorenzo Conforti (ITA) (* 22. května 2004)
- Luca Covili (ITA) (* 10. února 1997)
- Filippo Fiorelli (ITA) (* 19. listopadu 1994)
- Davide Gabburo (ITA) (* 1. dubna 1993)
- Riccardo Lucca (ITA) (* 24. února 1997)
- Filippo Magli (ITA) (* 29. dubna 1999)
- Martin Marcellusi (ITA) (* 5. dubna 2000)
- Alessio Martinelli (ITA) (* 26. dubna 2001)
- Luca Paletti (ITA) (* 5. června 2004)
- Giulio Pellizzari (ITA) (* 21. listopadu 2003)
- Alessandro Pinarello (ITA)  (* 12. července 2003)
- Mattia Pinazzi (ITA) (* 4. dubna 2001)
- Vicente Rojas (CHI) (* 30. dubna 2002)
- Matteo Scalco (ITA) (* 25. června 2004)
- Manuele Tarozzi (ITA) (* 20. června 1998)
- Alex Tolio (ITA) (* 30. března 2000)
- Alessandro Tonelli (ITA) (* 29. května 1992)
- Filippo Turconi (ITA) (* 20. října 2005)
- Enrico Zanoncello (ITA) (* 2. srpna 1997)
- Samuele Zoccarato (ITA) (* 9. ledna 1998)

## Vítězství na národních šampionátech
1998
 Ukrajinský silniční závod, Vladimir Duma
2000
 Ukrajinský silniční závod, Vladimir Duma
2002
 Australská časovka, Nathan O'Neill
2003
 Ukrajinská časovka, Sergij Matvejev
2022
 Italský silniční závod, Filippo Zana